# Magyar Fejlesztési Központ
A Magyar Fejlesztési Központot (rövidítése:MFK) a magyar kormány egy 2014. évi határozatával    azzal a céllal hozta létre, hogy segítse a magyar nemzeti közösséget a közvetlen – azaz az Európai Strukturális és Beruházási Alapokból lehívható, közvetett forrásokon kívül rendelkezésre álló – európai uniós források elnyerésében. Ennek érdekében a Magyar Fejlesztési Központ tájékoztató, koordináló, és forprofit operatív feladatokat lát el.
A 2014-2020-as programidőszakban az Európai Bizottság 17 közvetlen brüsszeli kifizetésű szakpolitikai programot hirdetett meg (CEF, COSME, Consumer Programme 2014-2020, Creative Europe, Customs 2020, EaSI, ERASMUS+, Europe for Citizens, Fiscalis 2020, Health III Programme, Hercule III, Horizon 2020, Internal Security Fund, Justice 2014-2020 Programme, LIFE Programme, Pericles 2020, Rights, Equality and Citizenship 2014-2020 Programme).http://mfk.gov.hu/kozerdeku-adatok.html
Az 1007/2019. (I. 24.) Korm. határozat értelmében az MFK Magyar Fejlesztési Központ Nonprofit Korlátolt Felelősségű Társaság tulajdonosi joggyakorlója az  innovációért és technológiáért felelős miniszter helyett a  külgazdasági és külügyminiszter.

## Tevékenysége
A közvetlen uniós támogatások rendszerének ismerete és forrásai felhasználásának megerősítése mind gazdaságilag, mind társadalmilag szükséges. A Magyar Fejlesztési Központ e bonyolult európai pályázati rendszerben szolgáltat magyar nyelven naprakész információt, valamint a pályázói kedvet és kapacitásokat ösztönözni, és együttműködik a gazdaság, a civil társadalom és az államigazgatás szereplőivel.
A kormányzati cél megvalósulását a Magyar Fejlesztési Központ tevékenységének eredményszámai igazolják: a közvetlenül pályázható európai uniós programokon az elmúlt két évben ugrásszerűen megnőtt a beadott és nyertes magyar pályázatok száma. Ezen túlmenően a társaság a közvetlen pénzügyi eszközök megszerzése irányuló, a kormány által kijelölt forprofit operatív feladatait ellátva közreműködik volumenükben kiemelkedő, nemzetgazdasági szinten is jelentős projektek menedzselésében. Ezt a feladatát az Európai Beruházási Bank magyarországi partnereként, a Magyar Fejlesztési Bankkal kötött együttműködési megállapodás alapján látja el.
A Magyar Fejlesztési Központ munkájának köszönhetően is – amelyet jól példáz az, hogy a társaság által működtetett, pályázatokat ismertető honlap, a Pályázatok Magyarul egymilliós oldalletöltést ért el – a 2014-ben elnyert 4,66 milliárd forinthoz képest 2016-ban 17,01 milliárd forint lett a magyar érdekeltségű konzorciumok nyertes pályázatainak összértéke a mindenki számára azonos eséllyel pályázható közvetlen kifizetésű európai uniós programokon. A Magyar Fejlesztési Központ a Nyerő Magyarok oldalon mutatja be közvetlen uniós támogatásból megvalósult hazai projekteket.
A Magyar Fejlesztési Központ a Nemzeti Fejlesztési Minisztériummal és Földművelésügyi Minisztériummal konzorciumi partnerségben 2014–2017-re 1 millió euró összegű pályázatot nyert el Magyarország LIFE környezetvédelmi és éghajlat-politikai programon való hatékonyabb részvételének elősegítésére. A projekt keretében működik a magyar LIFE weboldal (www.lifepalyazatok.eu), amely tartalmazza a LIFE események, az információs napok, a workshopok és a tematikus tréningek összefoglalóit, a sikeres pályázókkal készített interjúkat, valamint az EU LIFE weboldalának híreit. A látogatók a LIFE eseményeket egy online naptárból is nyomon követhetik. A Magyar Fejlesztési Központ munkájának is köszönhetően az Európai Bizottság is a tagállamok között magyar kapacitásépítési projektet minősítette a legeredményesebbnek.
A Magyar Fejlesztési Központ a nemzeti fejlesztéspolitika új lehetőségeit feltárva célzottan kereste azokat a forrásokat, amelyek segítségével hazánk felkészülhet a 2020 utáni programozási időszak kihívásaira. A hároméves fejlesztéspolitikai munka során dinamikus projektmenedzsment-szemlélettel egy olyan komplex folyamatot dolgoztak ki, ami a pályázati anyagok hozzáférhetővé tételétől kezdve az oktatási tevékenységen és a projektfejlesztésen át egészen a projektek megvalósításáig tart.
Az Európai Unió Horizont 2020 kutatás-fejlesztési és innovációs programja által biztosított források elnyerésének folyamatában a Magyar Fejlesztési Központ nem csupán tájékoztatói, de összetett pályázatfejlesztői munkát végez. A személyes tanácsadástól a projektötletek megvizsgálásán és projektek azonosításán át a sikeres pályáztatásra való felkészítésig a pályázás minden fázisában támogatják az érdeklődőket.
A 2015-ben elindított Európai Beruházási Terv (Juncker-terv) kritériumainak megfelelően fejlesztett projektek menedzselésében a Magyar Fejlesztési Központ a kezdetektől fogva részt vesz. Az Európai Beruházási Bank a megújuló energiaforrások elterjedésének és az energiahatékonysági beruházások támogatására létrehozott, vissza nem térítendő forrást biztosító ELENA-programja mentén a társaság több nagy projekt fejlesztésében is közreműködik.

## Pályázatok magyarul
A Magyar Fejlesztési Központ egyedülálló pályázati információs rendszert hozott létre: „Pályázatok magyarul”. Az oldal a 2014-2020-as programozási időszakban a Magyarország számára rendelkezésre álló közvetett – azaz az Európai Strukturális és Beruházási Alapokból lehívható – forrásokon kívül rendelkezésre álló, 17 közvetlen támogatású uniós program közül 11 program pályázatait kezeli. A mindenki számára elérhető, naprakész, felhasználóbarát felületen magyar nyelven, rendszerezetten, tematikusan tájékozódhat minden Magyarországon, Kárpát-medencében, Európában élő, magyar nyelvű pályázni vágyó érdeklődő a 11 közvetlen támogatású uniós program pályázati lehetőségeiről. A potenciális pályázók 2-3 klikkeléssel eljuthatnak az őket érdeklő felhívásokhoz, információkhoz. A honlapon lehetőség van tématerületeken keresztül keresni, így külön szín- és betűkódokkal segítik a könnyebb tájékozódást, de közvetlenül, kulcsszó alapján is lehet keresni a pályázati felhívások között. Az oldal biztosítja a pályázni vágyók számára az egyszerű és gyors jelentkezést, illetve a tájékozódást a pályázati rendszerben.

## Nyerő Magyarok
A Nyerő Magyarok magazin jellegű, uniós forrásokkal kapcsolatos tájékoztató, információs és koordinációs portál, amely olvasmányosan ismertető, blogszerűen megjelenő írásokat tartalmaz. A Magyar Fejlesztési Központ a Nyerő Magyarok címmel olyan oldalt hozott létre, amely bemutatja a közvetlen uniós támogatásból megvalósult hazai projekteket. A magazin jellegű portál helyszíni riportokban, olvasmányosan ismerteti a magyar ötletekből megvalósult sikertörténeteket. A blogszerűen megjelenő írások célja, hogy terjesszék a jó gyakorlatokat, inspirálják az érdeklődőket, példát állítsanak a potenciális pályázói kör számára és minden érdeklődőt a pályázatokban való részvételre ösztönözzenek. 
A 2015-ben indult oldalon mintegy 200 cikk olvasható.